# Тукмак-Каран
Тукма́к-Кара́н (рос. Тукмак-Каран, башк. Туҡмаҡ-Ҡаран) — присілок у складі Туймазинського району Башкортостану, Росія. Входить до складу Какрибашевської сільської ради.
Населення — 119 осіб (2010; 103 у 2002).
Національний склад:
- башкири — 82 %